# Resolutie 1236 Veiligheidsraad Verenigde Naties
Resolutie 1236 van de Veiligheidsraad van de Verenigde Naties werd unaniem door de Veiligheidsraad van de Verenigde Naties aangenomen op 7 mei 1999. De resolutie verwelkomde een akkoord tussen de VN, Indonesië en Portugal om de bevolking van Oost-Timor te consulteren over meer autonomie of onafhankelijkheid.

## Achtergrond
Nadat Portugal zijn kolonies losgelaten had, werd Oost-Timor eind 1975 na een korte burgeroorlog onafhankelijk. Korte tijd later viel Indonesië het land binnen en brak een oorlog uit, waarna Oost-Timor werd ingelijfd. In 1999 stemde Indonesië in met een volksraadpleging over meer autonomie of onafhankelijkheid, waarop het merendeel van de bevolking voor de tweede optie koos.

## Inhoud
Indonesië en Portugal werkten al sinds 1983, samen met de VN, aan een internationaal aanvaardbare oplossing van de kwestie-Oost-Timor. Op 5 mei waren een aantal akkoorden daaromtrent bereikt. De Veiligheidsraad verwelkomde die akkoorden, alsook het akkoord om de Oost-Timorese bevolking rechtstreeks te consulteren. Indonesië moest zorgen dat dit vreedzaam kon verlopen.
Secretaris-generaal Kofi Annan wilde zo snel mogelijk een VN-aanwezigheid oprichten om te helpen met de uitvoering van de akkoorden. Die zou onder meer de consultatie van de bevolking over de aanvaardbaarheid van een ontwerpgrondwet voor autonomie houden en politieadviseurs beschikbaar stellen aan de Indonesische politie. De Veiligheidsraad zou snel een beslissing nemen over de oprichting van een VN-missie.

## Verwante resoluties
- Resolutie 384 Veiligheidsraad Verenigde Naties (1975)
- Resolutie 389 Veiligheidsraad Verenigde Naties (1976)
- Resolutie 1246 Veiligheidsraad Verenigde Naties
- Resolutie 1257 Veiligheidsraad Verenigde Naties

Lijst ·  1220 ·  1221 ·  1222 ·  1223 ·  1224 ·  1225 ·  1226 ·  1227 ·  1228 ·  1229 ·  1230 ·  1231 ·  1232 ·  1233 ·  1234 ·  1235 ·  1236 ·  1237 ·  1238 ·  1239 ·  1240 ·  1241 ·  1242 ·  1243 ·  1244 ·  1245 ·  1246 ·  1247 ·  1248 ·  1249 ·  1250 ·  1251 ·  1252 ·  1253 ·  1254 ·  1255 ·  1256 ·  1257 ·  1258 ·  1259 ·  1260 ·  1261 ·  1262 ·  1263 ·  1264 ·  1265 ·  1266 ·  1267 ·  1268 ·  1269 ·  1270 ·  1271 ·  1272 ·  1273 ·  1274 ·  1275 ·  1276 ·  1277 ·  1278 ·  1279 ·  1280 ·  1281 ·  1282 ·  1283 ·  1284